# 阔瓣假脉蕨
阔瓣假脉蕨（学名：Crepidomanes dilatatum）为膜蕨科假脈蕨属下的一个种。

## 扩展阅读
- 維基物種上的相關：阔瓣假脉蕨